# 15088 Licitra
15088 Licitra è un asteroide della fascia principale. Scoperto nel 1999, presenta un'orbita caratterizzata da un semiasse maggiore pari a 2,3427420 UA e da un'eccentricità di 0,1440119, inclinata di 7,08490° rispetto all'eclittica.